# Luigi Premoli
Luigi „Gigi” Premoli (ur. w 1908 roku, zm. w 1998 roku) – włoski kierowca wyścigowy.

## Kariera
Premoli rozpoczął karierę w wyścigach samochodowych w 1929 roku w samochodzie 1100cc Salmson. Włoch był doskonałym mechanikiem, tak że przebudował swój samochód, dzięki czemu odniósł zwycięstwo w klasie 1100 cc w Coppa Ciano w 1931 roku oraz był drugi w Grand Prix Monzy. Na sezon 1932 Włoch skonstruował swój samochód PBM (Premoli Bugatti Maserati) na bazie samochodów Bugatti 2.3l i Maserati 2.5l. W tym też sezonie uplasował się na dziesiątej pozycji w Grand Prix Włoch, zaliczanym do klasyfikacji Mistrzostw Europy AIACR. Z dorobkiem 21 punktów został sklasyfikowany na szesnastej pozycji w mistrzostwach. Po wypadku w wyścigu Coppa Ciano, powrócił w 1933 roku. Jednak nie odnosił już sukcesów w wyścigach Grand Prix.